# Ludwig Kieffer
Ludwig Kieffer (* 3. Februar 1894 in Pirmasens; † 11. Mai 1967 ebenda), lokaler Spitzname „de Kieffer-Lui“, war der Pirmasenser Mundartpapst. Er befasste sich intensiv mit dem speziell nur in Pirmasens und engstem Umkreis angesiedelten Dialekt. Kieffer schrieb von 1940 bis 1963 sieben Bücher über seine Heimatstadt Pirmasens, die Pirmasenser und deren Mundart sowie ihre sonstigen Eigenheiten. Auch nach 1967 wurde ein Teil seiner Werke noch posthum bis 1973 veröffentlicht. Sein bekanntestes Werk ist  „Die Bärmesenser Stadtgeschicht“.

## Leben und Wirken
Geboren 1894 als drittes von insgesamt acht Kindern (siwwe Buwe unn e Mädche) verbrachte Ludwig Kieffer fast sein ganzes Leben im typischen Bärmesenser Milljöh. Mit neun Jahren überstand er eine krebsbedingte Amputation des rechten Unterschenkels. Trotzdem spielte er mit Prothese weiterhin Hockey als Torhüter und engagierte sich auch weiterhin intensiv für den Sport beim FK Pirmasens.
Als Verkehrsdirektor der Stadt war Kieffer der erste Leiter des Pirmasenser Verkehrsamtes. Er ersann und leitete ab 1938 die Versendung der Heimatbriefe der Stadt Pirmasens an Pirmasenser in aller Welt. Kieffer begründete auch die Pirmasenser Schuh und Lederwarenmesse (1949), aus der in der Folge die Messe Pirmasens hervorging.
Seine Kraft und seinen Schaffensdrang schöpfte er aus seiner Familie. Mit seiner Frau Friederike hatte er drei Kinder: Ruth, Hans und Ludwig.
Nebenbei betätigte sich Kieffer als Journalist, hatte samstäglich eine Rubrik in der Pirmasenser Zeitung namens „Die Rasierstubb“. Dort nahm er diverse Begebenheiten vor Ort und weltweit auf die Spitze der Mundartfeder. Kieffer zeichnete und malte Motive aus Pirmasens und Umgebung. Speziell die Sandsteinfelsformationen und Burgen hatten es ihm angetan.
1967 verstarb Ludwig Kieffer nach mehreren Operationen im Kreise seiner Familie. Heute ist in seiner Heimatstadt eine Straße nach ihm benannt.